# Дамас, Леон-Гонтран
Леон-Гонтран Дамас (фр. Léon-Gontran Damas; 28 марта 1912 года, Кайенна, Французская Гвиана — 22 января 1978 года, Вашингтон, США) — французский поэт и писатель, один из родоначальников негритюда, депутат Национального собрания Франции от Гвианы, делегат ЮНЕСКО в Американском обществе африканской культуры, профессор Говардского университета.

## Биография
Леон-Гонтран Дамас родился 28 марта 1912 года в Кайенне, во Французской Гвиане. Он был младшим из пяти детей в семье мулата Эрнеса Дамаса и самбо Мари Ален. Родившаяся за несколько минут до него сестра-близнец Габриэль умерла в младенчестве. После смерти матери отец доверил воспитание детей их тёте, Габриэль Дамас. В 1924 году Леон-Гонтран переехал из Французской Гвианы на остров Мартинику, родину матери, где получил среднее образование в лицее Виктора Шольцера. Здесь он познакомился с Эме Сезером, ставшим ему близким другом и соратником.
В 1929 году, чтобы продолжить образование, будущий поэт и писатель приехал в Париж. В литературном салоне Полетт Нардаль он познакомился с Леопольдом Седаром Сенгором. В 1935 году Леон-Гонтран Дамас, Эме Сезер и Леопольд Седар Сенгор издали первый номер литературного журнала «Чернокожий студент» (фр. L'Étudiant Noir), в котором они впервые изложили основы негритюда — литературного и идеологического движения французских чернокожих интеллектуалов, отвергавших доминирование европейской традиции в политической, социальной и моральной сферах.
В 1937 году Леон-Гонтран опубликовал свою первую книгу стихов «Пигменты». В 1939 году он добровольцем вступил во французскую армию и участвовал во Второй Мировой войне. С 1948 по 1951 год был депутатом от Гвианы в Национальном собрании Франции. В 1950 году возглавил парламентскую комиссию, занимавшуюся расследованием инцидентов в Кот-д’Ивуаре и репрессий в колониях.
В последующие годы много путешествовал. Читал лекции в странах Африки и Америки. Леон-Гонтран был одним из редакторов периодического издания «Африканское присутствие» (фр. Présence Africaine) и делегатом ЮНЕСКО в Американском обществе африканской культуры.
В 1970 году переехал в Вашингтон, где преподавал в Джорджтаунском университете, а после в Говардском университете.
Леон-Гонтран Дамас умер 22 января 1978 года в Вашингтоне и был похоронен в Кайенне, во Французской Гвиане.

## Список произведений

### Поэзия
- «Пигменты» (фр. Pigments 1937, 1962).
- «Граффити» (фр. Graffiti 1952).
- «Чёрная метка» (фр. Black-Label 1956).
- «Невралгия» (фр. Névralgies 1966).
- «Как ни в чём не бывало» (фр. Mine de Rien 1977).
- «Последняя остановка» (фр. Dernière Escale 2012).

«Мы гнилы. Мы голы. Мы пусты. Мы скоты. Мы бедны. Мы черны.
Мы, у кого был, пока не испарился вмертвую, запах этот стертый, старых дней тоска.
Мы гнилы. Мы голы. Мы пусты. Мы скоты. Мы бедны. Мы черны.
Зачем же ждать, когда голы, когда гнилы, когда пусты, когда скоты, когда бедны, когда черны,
 чтобы отыграть, взять и обоссать со всей дури жизнь, фурию полную говна, которая нам дана.
 Нам, кто голы. Нам, кто гнилы. Нам, кто пусты. Нам, кто скоты. Нам, кто бедны. Нам, кто черны».
Леон-Гонтран Дамас. «Чёрная метка».

### Проза
- «Чёрные бдения. Сказки негров Гвианы» (фр. Veillées noires, Contes Nègres de Guyane 1943, 1972).

### Эссе
- «Снова в Гвиане» (фр. Retour de Guyane 1938).
- «Франкоязычные поэты» (фр. Poètes d’expression française 1947).
- «Негритянские стихи на африканские мотивы» (фр. Poèmes nègres sur des airs africains 1948).

### Аудиозаписи
- «Стихи а-ля негритюд» (фр. Poésie de la Negritude 1967) — Леон-Гонтран Дамас читает избранные стихи из сборников «Пигменты», «Граффити», «Чёрная метка», «Невралгия».